# Wikimedia Portugal
A Wikimedia Portugal, oficialmente Associação Wikimedia Portugal (WMPT) é uma associação sem fins lucrativos portuguesa, reconhecida pela Wikimedia Foundation como chapter em Portugal. Foi constituída a 21 de Setembro de 2009, na cidade de Guimarães.
A associação tem como fim "contribuir para a disseminação generalizada do saber e da cultura através do incentivo à recolha e criação de conteúdos isentos de restrições de utilização, modificação e distribuição, e da difusão dos mesmos. Promover e apoiar os projectos da organização sem fins lucrativos Wikimedia Foundation, sediada nos Estados Unidos da América, com ênfase para os projectos em língua portuguesa. Estabelecer e manter intercâmbios e relações com outras entidades públicas e privadas, nacionais e estrangeiras, especialmente dos países de expressão portuguesa e das comunidades portuguesas no estrangeiro."

## Actividades
Em Abril de 2010, realizou a primeira Academia Wikipédia em Portugal, co-organizada pela FEUP, no Porto.
Em Março de 2017 a associação levou a cabo no Porto uma maratona de edição para celebrar o Dia Internacional da Mulher, como parte da iniciativa internacional Arte+Feminismo.
Em 2019, foi estabelecida uma colaboração entre a associação e o Instituto Superior de Administração e Línguas para o desenvolvimento de conteúdo fidedigno nos projectos Wikimedia nas áreas de Turismo, Património, História e Línguas. O conteúdo criado será também traduzido para outras línguas, como o alemão. A colaboração foi o primeiro projeto educativo em larga escala para uso da Wikipédia, Wikimedia Commons e outros projectos Wikimedia em Portugal.
Em janeiro de 2020, realizou na Casa do Infante, a primeira conferência nacional de Wikimedistas, WikiCon Portugal".
Organiza desde 2011 concursos fotográficos com o objectivo de fomentar a participação, e representar o património material e natural português  nos projectos Wikimedia. Em 2011, organizou a primeira edição do Wiki Loves Monuments em Portugal, com o apoio do IGESPAR e do IHRU. Essa primeira edição teve mais de 16 mil submissões em Portugal de um total de 165 mil fotos, ajudando o concurso a receber um Record do Guinness, como maior concurso fotográfico do mundo. Voltou a organizar a versão nacional do concurso em 2019, 2020 e 2021.
Em julho e agosto de 2021, organizou a edição do Wiki Loves Earth Portugal.
A 17 de setembro de 2021, a Wikimedia Portugal participou na organização da conferência "(Des)Informação e Literacia Mediática na Madeira", organizada pela Associação para o Desenvolvimento de Estudos Globais e Insulares - ADEGI no Centro Cultural John dos Passos, na Ponta do Sol, Madeira, com o apoio da Embaixada dos Estados Unidos em Portugal.